# Sümeyra

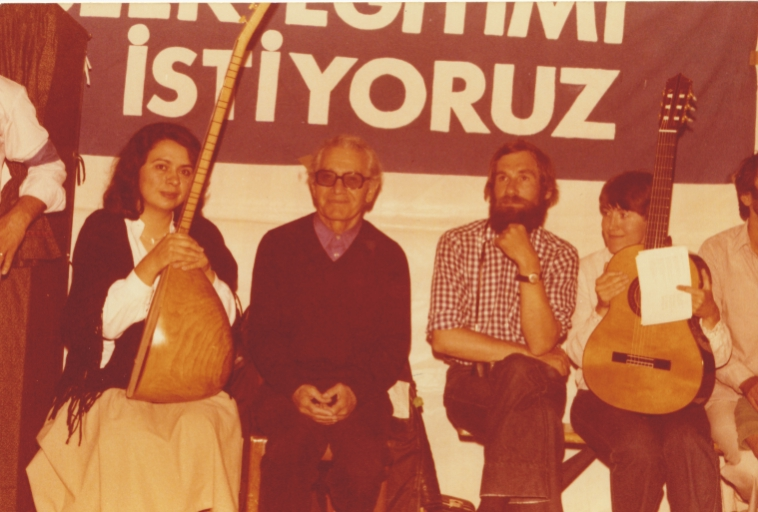
Sümeyra auf einem Konzert mit Ruhi Su in Deutschland 1979

Sümeyra (* 25. Mai 1946 in Edirne; † 5. Februar 1990 in Frankfurt am Main), bürgerlich Sümeyra Çakır, war eine türkische Sängerin und Saz-Interpretin volkstümlicher Balladen, die ab 1980 in Deutschland lebte und wirkte.
Die sozialkritische Künstlerin hatte in ihrer Heimat unter Verfolgung zu leiden (in der Türkei sang sie u. a. auch Protestsongs von und mit Ruhi Su), so dass sie 1980 nach Deutschland floh. Erste künstlerische Spuren in der Bundesrepublik hinterließ sie mit der 1979/1980 bei Pläne produzierten LP Lieder aus der Fremde / Lieder für den Frieden, auf der sie als Gesangssolistin vom Türkischen Arbeiterchor Westberlin begleitet wurde.
An Lutz Görners und Tahsin İncircis Programm Ich liebe mein Land: Lutz Görner spricht Nazim Hikmet wirkte Sümeyra dann als Saz-Interpretin mit. Später ging die Künstlerin mit eigenen Konzertprogrammen (z. B. Gesichter unserer Frauen, 1986) auf Tour. Ihre Auftritte führten sie bis nach Sydney und Helsinki.
Posthum erschienen weitere CDs: zum 100. Geburtstag Nazim Hikmets (2001) eine Aufnahme von Rezitationen im Wechsel mit von Sümeyra gesungenen Vertonungen sowie Türkü : Recital I - Faces of women & Recital II - My red crane (1986/2000). Gülbahar Kültür mixte die Künstlerin 2005 in ihr CD-Klangbild Made in Turkey - the world of Turkish grooves. In der Türkei erschien ein historischer Mitschnitt eines gemeinsamen Konzerts mit Ruhi Su im Dostlar-Theater auf Kassette. Ali Yüce widmete ihr ein Gedicht.
Hannelore Marzi widmete 1995 ihr Buch Orientalische Frauenmärchen neben anderem auch dem „Andenken (ihrer) Freundin Sümeyra Cakir“.

## Diskografie (Deutschland)
- 1979: Lieder für den Frieden und Lieder aus der Fremde
- 1982: Lutz Görner: Ich liebe mein Land
- 1991: Ruhi Su: Dostlar Tiyatrosu Konseri
- 1994: Gesichter unserer Frauen
- 2000: Türkü
- 2001: Nâzim Hikmet
- 2005?: Gülbahar Kültür: Made in Turkey